# Nico van der Voet

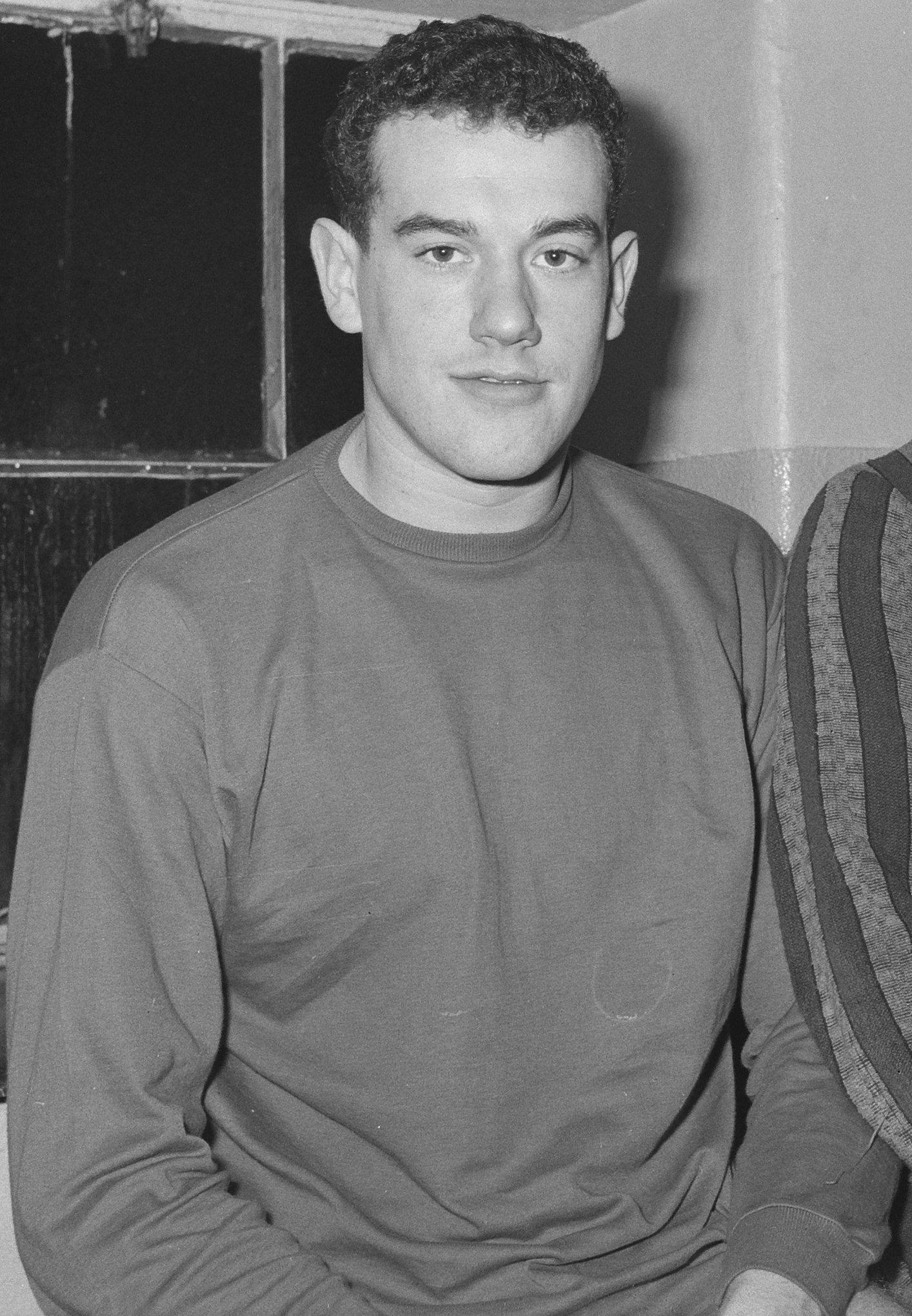
Nico van der Voet (1964)

Nicolaas „Nico“ Marcus van der Voet (* 13. März 1944 in Wassenaar) ist ein ehemaliger niederländischer Wasserballspieler.

## Sportliche Karriere
Bei den Olympischen Spielen 1964 in Tokio erreichte die niederländische Mannschaft den achten Platz. Der 1,86 m große Nico van der Voet warf zehn Tore in sieben Spielen. 1966 belegte Nico van der Voet mit der niederländischen Mannschaft den achten Platz bei der Europameisterschaft in Utrecht. Bei den Olympischen Spielen 1968 erreichten die Niederländer den siebten Platz. Nico van der Voet warf 33 Tore in neun Spielen und war Torschützenkönig des Turniers. In jedem der Spiele warf er mindestens zwei Tore, gegen Japan erzielte er sechs Treffer und gegen Ägypten sowie gegen Griechenland jeweils fünf. Seine vielleicht erstaunlichste Leistung gelang ihm gegen die späteren Olympiasieger aus Jugoslawien. Die Jugoslawen siegten mit 7:4, die vier Tore der Niederländer warf alle Nico van der Voet.